# Брашов-Гимбав (аэропорт)
Международный аэропорт Брашов-Гимбав (рум.  Aeroportul Internațional Brașov-Ghimbav) (ИАТА: GHV, ИКАО: LROV) — строящийся международный аэропорт, расположенный в Гимбаве, недалеко от Брашова, Румыния, со строящейся автомагистралью A3. Это первый аэропорт, построенный в посткоммунистической Румынии, и 17-й коммерческий аэропорт в стране. Коммерческое использование аэропорта началось 15 июня 2023 года.

## История
Проект широко поддерживается местным населением, и некоторые предприятия в этом районе объявили о планах перейти на авиаперевозки. Ожидается, что аэропорт создаст 4000 рабочих мест и достигнет пассажиропотока в 1 миллиона пассажиров за 8 лет, а еще 6000 рабочих мест будут созданы косвенно. Запланированная стоимость проекта оценивается в 87 миллионов евро.
В 2006 году Агентство государственно собственности Румынии передало 110 гектаров земли жудецу Брашов. Проектированием и строительством аэропорта  должна была заниматься компания «Intelcan Canada» в сотрудничестве с жудецами Брашов, Харгита и Ковасна, а также с городом Гимбав. Проект аэропорта был официально утверждён 14 ноября 2005 г Компания Intelcan начала строительство аэропорта 15 апреля 2008 г. Первоначальной сроком завершения работ было от 24 до 30 месяцев. Однако из-за юридических проблем и нехватки средств строительные работы были остановлены, и Intelcan покинул проект, уступив место местным подрядчикам.
18 ноября 2012 г власти Брашовского жудеца подписали контракт на сумму 12,7 млн евро с местной строительной компанией «Vectra Service» на строительство взлетно-посадочной полосы. В конце концов, строительство аэропорта возобновилось в апреле 2013 года, когда были проведены работы на взлетно-посадочной полосе. 3 октября 2014 г. состоялось официальное открытие взлетно-посадочной полосы. Первым пассажиром, который воспользовался взлетно-посадочной полосой аэропорта стал Ронан Китинг.
Контракт на строительство главного здания терминала общей площадью 11 780 м2 был заключен с румынским подрядчиком Bog'Art Bucharest 21 августа 2019 года. Строительство пассажирского терминала началось 17 марта 2020 г, и было завершено к марту 2021 г.
CFR объявила о проведении технико-экономического обоснования строительства 8-километровой железнодорожной ветки от аэропорта до железнодорожного вокзала Брашова. Контракт на исследование был заключен в сентябре 2020 года, и железнодорожная линия будет финансироваться из фонда восстановления Next Generation EU. Общая стоимость этих инвестиций оценивалась в 300 миллионов евро.

## Авиакомпании и направления
Интерес к аэропорту уже проявили авиаперевозчики из Германии (Lufthansa), Польши (LOT Polish Airlines), Турции (Turkish Airlines), Венгрии (Wizz Air) и Израиля (EL AL Israel Airlines), а также внутренние операторы из Констанцы (Blue Air) и Бухареста (Air Bucharest).